# François-Marie Bréon
François-Marie Bréon, né en 1965, est un physicien-climatologue français spécialisé dans l'utilisation des données satellitaires. Il a contribué au 5e rapport du GIEC. Il est fréquemment invité dans les médias en tant que spécialiste à l'occasion d'évènements climatiques extrêmes.

## Biographie
François-Marie Bréon naît en 1965. Il est diplômé de l’École normale supérieure de la rue d'Ulm. En 1989, il soutient un doctorat à l’université Pierre-et-Marie-Curie portant sur la télédétection comme outil de mesure de la température et de l’humidité dans l’atmosphère. Il effectue ensuite des postdoctorats à l'Institut d'océanographie Scripps de l'université de Californie à San Diego (États-Unis) et au Meteorological Research Institute (Japon).
En 1993, il entre au Commissariat à l'énergie atomique (CEA) où il effectue toute sa carrière. De 2005 à 2012, il est président du Programme national de télédétection spatiale du Centre national d'études spatiales (CNES). Depuis 2014, il est directeur adjoint du Laboratoire des sciences du climat et de l’environnement (LSCE) à Paris-Saclay. En 2024, il est titulaire de la chaire annuelle « Avenir Commun Durable » au Collège de France.

## Travaux
François-Marie Bréon se spécialise dans le traitement des données satellitaires pour étudier les processus climatiques. Il participe au développement d’instruments de mesure permettant de déterminer la composition de l’atmosphère ou de caractériser l'état de la surface de la Terre. Il s'intéresse également à l’impact des aérosols sur la réflectivité des nuages et au cycle du carbone. En tant que spécialiste de l’observation par satellite, il a largement contribué aux missions POLDER (en), Calipso  et PARASOL et est responsable scientifique de la mission MicroCarb dont le lancement a eu lieu en Juillet 2025. 
Il a publié plus de 160 articles dans des revues scientifiques à comité de lecture.
Il fait partie des auteurs du Groupe 1 du cinquième rapport du GIEC, contribuant notamment à la rédaction du chapitre « Forçages radiatifs naturels et d’origine anthropique ».

## Activités extra-professionnelles et prises de position publiques
François-Marie Bréon s'implique dans la vulgarisation scientifique et la lutte contre le climatonégationnisme. Il est président de l'Association française pour l’information scientifique (AFIS) de 2020 à 2024, et en devient le porte-parole en 2024.
Il défend le nucléaire comme étant indispensable à la décarbonation à grande échelle des sources d'énergie et contribuant par là à limiter le réchauffement climatique.
En 2013, il dénonce dans Le Monde la présence dans un livre du physicien François Gervais « d'une série de manipulations, de citations détournées, de données fictives et de courbes tronquées ». Le journal ajoute que les propos de Gervais dans le domaine constituent un « pamphlet climatosceptique », auquel l'auteur répond. En 2019, la polémique rebondit. Dans un article de Science et Pseudo-Sciences, Bréon dénonce les erreurs scientifiques présentent dans le nouvel ouvrage de Gervais et le qualifie de « climato-dénialiste ». Celui-ci répond par courrier à l'AFIS, puis dans un long billet publié sur le site internet de l'Association des climato-réalistes. 
Pendant la canicule de 2018, au micro d'Europe 1, il juge le changement climatique « irréversible », et ajoute n'avoir « aucun doute sur le fait qu'il va y avoir une vraie prise de conscience quand on va se prendre des canicules à répétition de ce type-là ». L'année suivante, il déclare lors d'un colloque sur le climat et l'énergie que « les climatosceptiques sont une espèce en voie de disparition » et il estime que « la bataille médiatique est gagnée » . 

En 2020 il dénonce dans un article de l'Express la désinformation, l'ignorance de la science et le complotisme qui se manifestent de la part de personnalités politiques, médiatiques ou scientifiques. 

## Ouvrages de vulgarisation
- Atlas du climat face aux défis du réchauffement, avec Gilles Luneau et Hugues Piolet (illustrations)- Autrement, septembre 2015, réédition 2017, 2021, 96 pages.  (ISBN 978-2746762084)

- Réchauffement climatique, HumenSciences, 2020, 164 pages.  (ISBN 978-2379312557)